# Excellence Award
El Excellence Award es un premio especial del Festival Internacional de Cine de Locarno, otorgado a una gran personalidad en el mundo del cine y que comenzó a entregarse en 2005.
Desde 2008 está patrocinado por la casa francesa de champagne Moët et Chandon.

## Elenco de ganadores
| Año  | Artista            | Nacionalidad              |
| ---- | ------------------ | ------------------------- |
| 2005 | Susan Sarandon     | Bandera de Estados Unidos |
| 2005 | Vittorio Storaro   | Bandera de Italia         |
| 2005 | John Malkovich     | Bandera de Estados Unidos |
| 2006 | Willem Dafoe       | Bandera de Estados Unidos |
| 2007 | Michel Piccoli     | Bandera de Italia         |
| 2007 | Carmen Maura       | Bandera de España         |
| 2008 | Anjelica Huston    | Bandera de Estados Unidos |
| 2009 | Toni Servillo      | Bandera de Italia         |
| 2010 | Chiara Mastroianni | Bandera de Francia        |
| 2011 | Isabelle Huppert   | Bandera de Francia        |
| 2012 | Gael García Bernal | Bandera de México         |
| 2012 | Charlotte Rampling | Bandera del Reino Unido   |
| 2013 | Christopher Lee    | Bandera del Reino Unido   |
| 2014 | Giancarlo Giannini | Bandera de Italia         |
| 2014 | Juliette Binoche   | Bandera de Francia        |